# LGA 1160
L'LGA 1160 è il socket che Intel avrebbe dovuto introdurre per le CPU basate sull'architettura Nehalem (e più precisamente con i core Lynnfield, Clarksfield, Havendale e Auburndale) a partire dalla seconda metà del 2009 come evoluzione del precedente Socket 775, che era stato introdotto con i Pentium 4 Prescott e mantenuto poi anche per tutte le successive CPU destinate al settore desktop, quali i Pentium D, Pentium Extreme Edition, Core 2 Duo (Conroe e Wolfdale), Core 2 Quad e Core 2 Extreme, oltre per le ultime incarnazioni del processore Celeron (in particolare Celeron D).
È da ricordare che il termine LGA sta per Land Grid Array indica che i pin di contatto non sono più sul processore, ma direttamente sul socket, una caratteristica che Intel ha introdotto proprio con il Socket 775.
Il suo sviluppo venne poi accantonato in favore dell'LGA 1156 (dotato di quattro pin in meno), che arriverà sul mercato nella stessa finestra temporale, sebbene non siano chiari i motivi che hanno portato a tale revisione del progetto.